# Aziz Daki
Aziz Daki (en arabe marocain : عزيز الداكي ; né le 27 décembre 1969 à Rabat) est un universitaire marocain, écrivain d’art, galeriste et patron de presse.
Il est universitaire, auteur d’une thèse de doctorat sur la critique d’art de Michel Leiris. Écrivain d’art, il est l’auteur de nombreux textes sur les arts plastiques au Maroc. Il a également officié, en tant que commissaire d’exposition, à de nombreuses expositions d’art contemporain au Maroc et à l’étranger.
Il est cofondateur de la galerie d’art « L’Atelier 21 » à Casablanca. 
Il a assuré de 2007 à 2016 la direction artistique du festival Mawazine, Rythmes du Monde, Rabat.
En 2012, il a fondé le360.ma qui est le média en ligne francophone le plus consulté au Maroc, mais controversé pour certaines de ses positions politiques..
Il figure parmi les 100 personnalités qui ont transformé l’Afrique dont la liste a été établie en 2021  lors de la 4e édition des Financial Afrik Award, liste qui comprend 8 Marocains.

## Biographie
Aziz Daki a commencé sa carrière professionnelle en 2000 comme journaliste au quotidien Aujourd'hui le Maroc, avant de rejoindre l'université d'El Jadida où il enseigné, de 2004 à 2015, dans le département de langue et littérature françaises. Il est l'auteur de plusieurs textes sur les arts plastiques au Maroc. 
Il publie en 2006, son carnet de voyage dans le saharien marocain «Sahara Atlantique: Splendeur du désert marocain».
Il a publié également en 2006, aux éditions Marsam, «Venise Cadre, 60 ans de l’histoire de l’art au Maroc». 
Il a aussi une monographie, en 2007, sur l’artiste peintre Larbi Belcadi. 
Il a été le directeur artistique, de 2007 à 2016, du festival musical Mawazine, rythmes du monde. 
Aziz Daki avec son associé Aicha Bouayad ouvre, en 2012, une galerie d’art contemporain à Casablanca «L’Atelier21».
En 2012, il a fondé le journal en ligne le360.ma, «portail d’information en français et en arabe le plus doté en ressources humaines et matérielle», selon une étude comparative des organes de presse au Maroc.